# 2010年のF1世界選手権

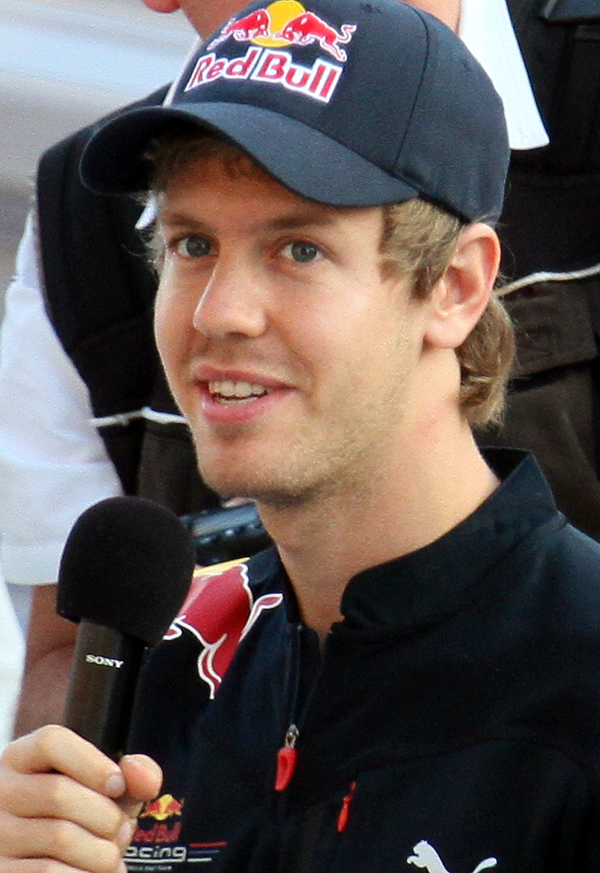
2010年のF1世界選手権においてドライバーズタイトルを獲得したセバスチャン・ベッテル

2010年のF1世界選手権は、FIAフォーミュラ1世界選手権の第61回大会として開催された。

## 概要

### 2009年中の出来事

#### 予算制限を巡る対立
2010年に新たに導入されるレギュレーションとしては、予算制限が大きなポイントとなっていた。2009年3月17日、国際自動車連盟 (FIA) はチームの年間予算を3,000万ユーロ（後に4,000万ユーロまで増額）に制限して技術的障壁を取り除くか、予算無制限で2009年のレギュレーションと同程度の制限を受けるかのどちらかをチーム側が選択できるようにするとした。
この2段階のレギュレーションに対して、チーム側の組織であるフォーミュラ・ワン・チームズ・アソシエーション (FOTA) から反対意見が噴出した。特に予算制限の有無によって2種類のレギュレーションが存在することが非難され、さらに制度の見直し（金額の増額）などを訴えた。特にフェラーリは、規約が変更されない限り2010年のF1世界選手権には参戦しないと主張した。しかし、FIAは4月29日の世界モータースポーツ評議会の場で、4,000万ポンドの予算キャップを含めた2010年のF1レギュレーションを正式発表した。
FOTAに所属している全10チームのうち、ウィリアムズとフォース・インディアはFOTAとは別に2010年のエントリーを提出した。そのため、ウィリアムズとフォース・インディアはFOTAから一時除名処分を受けた。
6月19日に、ウィリアムズとフォース・インディアを除いた8チームは、新シリーズを立ちあげる予定であることを発表した。

#### 分裂回避
しかし、最終的に分裂は避けられ、6月24日に、今後チームは2年以内にチャンピオンシップ参戦コストを1990年代初期のレベルに削減することと、マニュファクチャラー・チームは2010年の新規参入チームを技術的に支援することで同意した。マックス・モズレーは次期FIA会長選挙に出馬しないことを表明した。
この合意にもかかわらず、24時間後の25日には、FOTAが「FIA議会のミシェル・ボエリ議長が今やF1の責任者であり、モズレーには権限がなく、10月に引退した後にはFIAでのポストはなくなる」と述べた事に関して、モズレーが「これがマスコミを欺こうとする「意図的な試み」であったため、将来の選択肢をオープンにする」と述べた。また、モズレーは、世界中からFIA会長の再選を要請されていることも明かしている。
結局、モズレーが改めて次回のFIA会長選挙に立候補しないことを表明して事態は落ち着いた。
8月1日に、新コンコルド協定が締結された。2012年3月31日まで有効なもので、新規参戦チームのUSF1も締結した。さらに、6月24日の合意を受けて、FOTAはFIAの予算制限案に替わるものとして、リソース制限協定 (Resouce Restriction Agreement,RRA) を締結した。
その後、分裂騒動が一段落した9月9日にウィリアムズとフォース・インディアのFOTA再加入が認められた。

#### 相次ぐ撤退とメルセデスワークスの復活
FIAとFOTAの対立は解決され、2010年に向けてコンコルド協定の調印が進められていたが、7月29日にBMWが突如F1撤退を発表した。これにより、当初決まっていた13チームの枠がひとつ空き、その1枠をめぐっていくつかのチームが噂にあがっていたが、最終的にマレーシア企業主体のロータスF1チーム（現ケータハム）がその枠を確保した。
BMWザウバーはスイスの投資会社であるカドバックに売却され、FIAから14番目のチームとして発表された。この14番目のチームというのは、なんらかの理由で参戦できなくなったチームが出てきた場合の補欠候補とされた。FIAは既存チームに参戦可能台数を26台から28台まで拡大できるように働きかけていると表明した。最終的に、チームは創始者であるペーター・ザウバーへ売却されることで合意した。
11月2日には、ワンメイクのタイヤサプライヤーとなっていたブリヂストンが、2010年シーズンを最後にF1から撤退することを発表した。更にその2日後には、トヨタがF1から完全撤退することを発表した。トヨタの撤退により、2009年に参戦していた10チームの内2チームが撤退する形となる。また、以前から撤退の噂があったルノーは、ジェラルド・ロペスが率いるジニー・キャピタルに株式の大半を売却し、両社共同でチームを運営していくことを発表した。
そんな中、ダイムラーは自動車メーカー撤退の流れに逆行するかのように、11月16日にブラウンGPの株式の75.1％を買収したと発表。撤退した1955年以来、55年ぶりにフルワークス「メルセデス・グランプリ」としてF1シーンに復活することになった。

### 2010年シーズンの展開

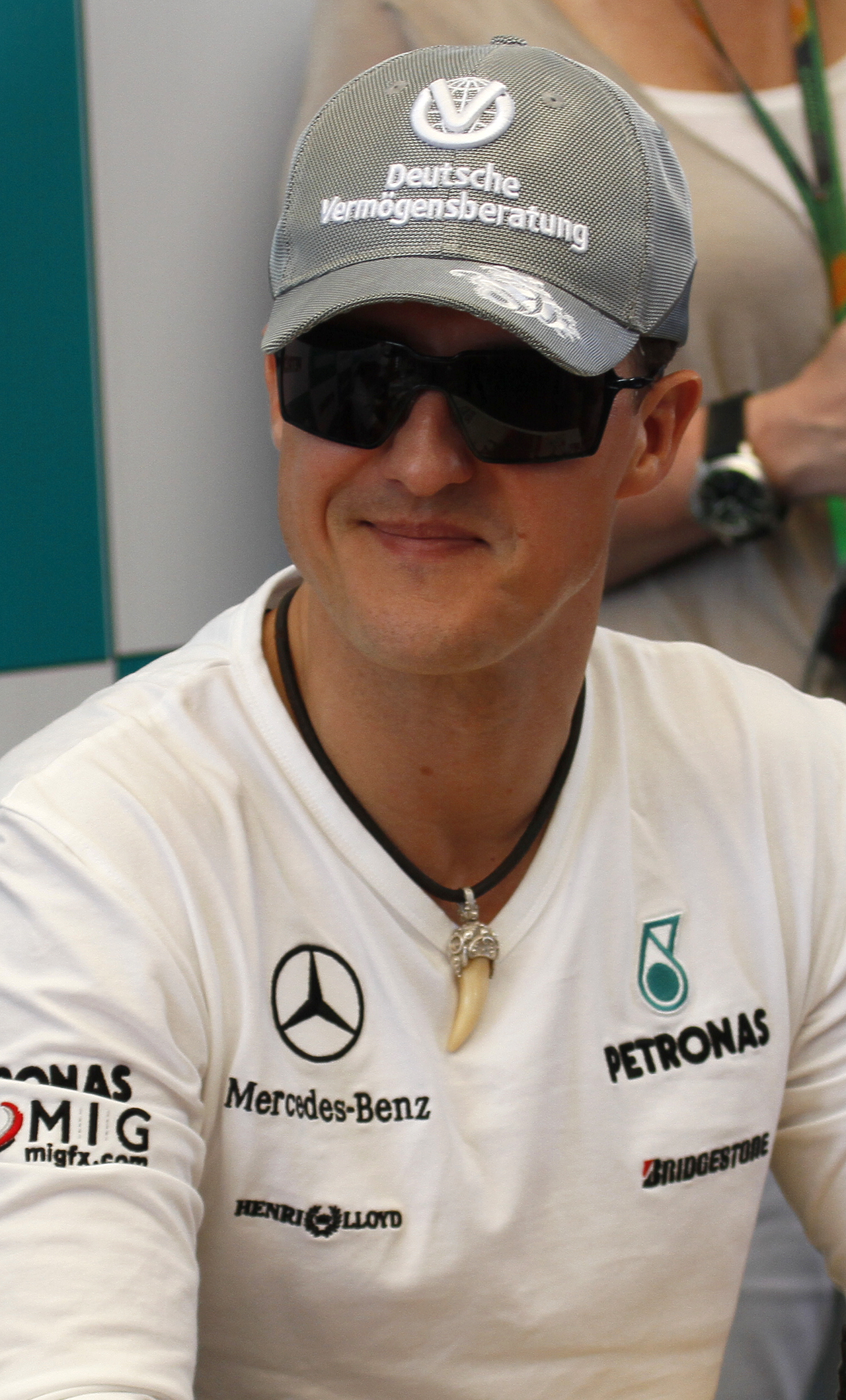
2006年以来の復帰となったミハエル・シューマッハ

前年のチャンピオンであるジェンソン・バトンがブラウンGPからマクラーレンへ移籍、ルノーで2度のチャンピオンを獲得したフェルナンド・アロンソがフェラーリへ移籍、2007年のチャンピオンであるキミ・ライコネンがWRCに転身してF1を離れ、そして2006年に引退したミハエル・シューマッハがメルセデスから現役復帰と、大物ドライバーの移動を経てシーズン開幕を迎えた。
2010年シーズンはポイントリーダーが度々入れ替わる混戦となり、マクラーレンのルイス・ハミルトンとバトン、レッドブルのセバスチャン・ベッテルとマーク・ウェバー、フェラーリのアロンソという5名がチャンピオンの座を賭けて争った。この中からバトンが脱落し、最終戦アブダビGPを迎えた時点で4人のドライバーがチャンピオン獲得の可能性を持っていた。ポイントリーダーのアロンソは2位でフィニッシュすれば自力でタイトルを決定できたが、まさかの7位に沈み、F1参戦4年目のベッテルが逆転で自身初となるドライバーズチャンピオンを獲得した。23歳134日での戴冠は、2008年のハミルトンを更新する史上最年少記録となった。また、所属するレッドブルもチーム設立6年目で初のコンストラクターズチャンピオンを獲得した。
各者の実力が拮抗する中で、チームメイトの人間関係が注目された。トルコGPでは、レッドブルのベッテルとウェバーがトップ争いの最中に同士討ちを演じ、イギリスGPでは優勝したウェバーがチーム無線で「ナンバー2にしては悪くないだろ?」と皮肉を述べた。ドイツGPではフェラーリがフェリペ・マッサに対して"婉曲的に"アロンソにトップを譲るよう指示したことから、違法なチームオーダーではないかと騒動になった。フェラーリはこの件で罰金10万ドルを課せられたが、この問題を契機に2011年からチームオーダー禁止条項は撤廃されることになる。
技術面では、前年に登場したVノーズやマルチディフューザーが普及すると同時に、今季マクラーレンが導入したFダクト（リアウィングのドラッグ削減装置）や、レッドブルが導入したブロウンディフューザーが新たなトレンドアイテムとなった。

## レギュレーションの変更

### 当初の案
2009年4月29日にFIAが発表した2010年レギュレーションは以下の通り。
- レース途中での給油禁止[28]。これに伴い、予選を軽タンクで走行することが可能になった。
- 車体最低重量620kg（以前は605kg）[29]。
  - 2009年の運動エネルギー回収システム (KERS) 導入により、特に背の高いドライバーは重量面で不利になっていた。そこで2010年からはマシンの最低重量が15kg引き上げられることで、ドライバーによる格差を減少させる。
- タイヤウォーマーの禁止[30]。
- KERSは300km/h以上での作動は禁止。また、エネルギー貯蔵部（バッテリーやフライホイール）は、ドライバーシートとエンジン前部の間に収納しなければならない[30]。
- 2010年からの新規参加チームにマシン輸送費などに対する補助を行う[31]。
- 各F1チームには4,000万ポンドの予算キャップ導入のオプションが与えられる。予算キャップを選択しないチームは、これまでのテクニカルレギュレーションが導入されるが、予算キャップを導入したチームには、技術的に大きな自由が与えられることになる。

| 項目             | バジェットキャップ選択           | バジェットキャップ非選択                  |
| ---------------- | -------------------------------- | ----------------------------------------- |
| テスト           | 日数と走行距離無制限             | 1月1日から開幕戦までの間で15,000kmのみ    |
| 風洞             | スケール、流速の無制限           | 60%スケール、流速は50m/sまで              |
| エンジン         | 無制限                           | 1シーズン8基                              |
| ギヤボックス     | 無制限                           | 4レース1ギヤボックス                      |
| フロントウイング | 10度の角度調整可能、回数は無制限 | 6度の角度調整可能、回数は1周あたり2回まで |
| リヤウイング     | ドライバーの操作で可変可能       | 可変禁止                                  |
| KERS出力         | 160kW                            | 80kW                                      |
| KERS対象         | 4輪                              | 後輪のみ                                  |
| 駆動方式         | 4輪駆動可                        | 2輪駆動のみ                               |

### 正式案
2009年8月に正式にFIAから発表された2010年のレギュレーションは
- レース途中での給油禁止[32]。
- 車体最低重量を620kgとする[32]。

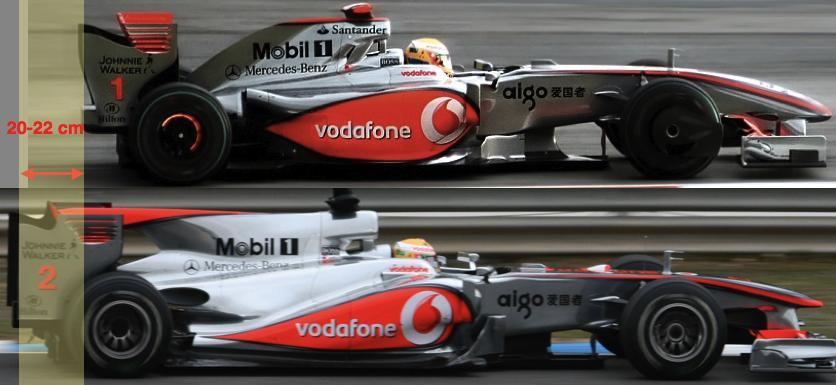
マシンサイズの比較。
2009年マシン（上）と2010年マシン（下）

が当初の案と同じであるが、タイヤウォーマーの使用は許可された。レース途中での給油が禁止されたことから、燃料タンクの容量は拡大せざるを得なくなる。そのため、チームによって大小はあれど、2009年シーズンのマシンに比べてホイールベースおよびマシン全長が延長されている。
参戦台数の増加に伴い、予選も若干変更を受けている。Q1,Q2,Q3の3セッションに分かれていることは従来と同じであるが、各セッションでの脱落台数に変更がある。26台参戦の場合を例に挙げる。カッコ内は24台参戦の場合。
- Q1は14時00分から20分まで20分間実施。26位から19位まで（24位から18位まで）確定[32]。
- Q2は14時27分から42分まで15分間実施。18位から11位まで（17位から11位まで）確定[32]。
- Q3は14時50分から15時00分まで10分間実施。10位から1位まで確定[32]。

また、参戦予定台数が、2009年の20台から26台までに増加したことを受け、ポイントシステムの見直しが行われた。入賞圏内は従来の「8位まで」から「10位まで」に拡大、これに伴って各順位のポイント配分も大幅に改訂された。
| 順位                   | 1位 | 2位 | 3位 | 4位 | 5位 | 6位 | 7位 | 8位 | 9位 | 10位 | 11位以降 |
| ポイント（2009年まで） | 10  | 8   | 6   | 5   | 4   | 3   | 2   | 1   | 0   | 0    | 0        |
| ポイント（2010年から） | 25  | 18  | 15  | 12  | 10  | 8   | 6   | 4   | 2   | 1    | 0        |

### 追加項目
12月17日にFIAから2010年のレギュレーションの改訂版が発表された。
追加された変更点は以下の通り
- ピット・スペースは「厳密に平等に」割り当てられる。
- チームはピットレーンでマシンを持ち上げるために動力装置を使ってはならない。
- タイヤ・ウォーマーは合法のままだが、加熱部品はタイヤの表面にしか作用してはならない。
- チームがテストできるタイヤ数の削減
- 週末にさらに2基のエンジンを使用するドライバーは、そのレースと次のレースでグリッド10番降格ペナルティを受ける。
- フォーメーションラップを低速でスタートし、指定されたスターティング・ポジションからスタートできないドライバーは、ピットレーンからレースをスタートしなければならない。
- セイフティカー出動中は、ドライバーはマシンに表示される指定ラップタイムより遅く走行しなければならない。
- ブリヂストン側からの要請によるフロントタイヤ幅縮小の実施[36]。

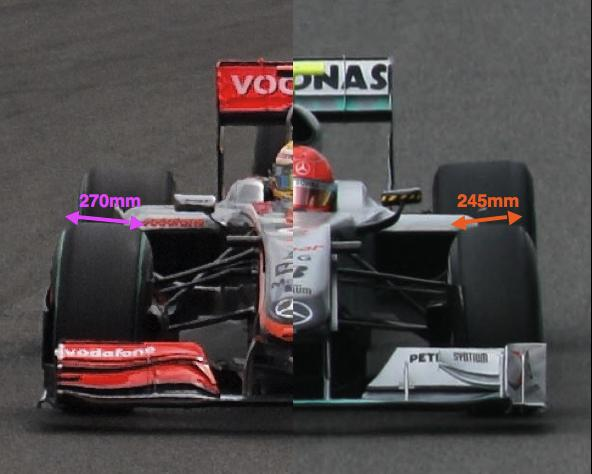
タイヤサイズの比較。
2009年マシン（左）と2010年マシン（右）

タイヤ幅縮小に関しては、スリックタイヤが再び採用された2009年もブリヂストンは要請したが、チームの車両開発との兼ね合いで変更が2010年になった。グルーブドタイヤと同じ外寸のスリックタイヤでは、フロントの方がリヤに比べてグリップ力が強く、極端なオーバーステア状態になるからである。
また、2009年のシーズン中にドライバーが交代したのを受け、代役のドライバーに限りテストを許可する旨をFIAが発表した。これは、新人ドライバーへの安全面やF1マシンへの慣れを考慮したためである。
新たな規約では、代役ドライバーは代役レース前後に14日間のテストを行うことが可能となる。テストは過去2シーズンにF1レースに出走したことのないドライバーに限られ、使用するサーキットはチャンピオンシップで使用されないサーキットに限定される。
ただし、ドライバーの交代を宣言し、代役ドライバーがテストを行ったにもかかわらず、結果的に代役ドライバーがレースに出走しなかったチームには、プレシーズンのテストを1日削減するというペナルティが科せられる。
さらに、シーズン中にはいくつかの変更が加えられた。
- スペインGPより、リアビューミラーをサイドポッドに取り付けることが禁止された（後方視認性確保のため）。
- ベルギーGPより、フロントウィングの静止加重テストが強化された。従来は50kg重で10mmまでのたわみが認められていたが、100kg重で20mmまでに変更された[38]。レッドブルやフェラーリのフレキシブルウィング疑惑に対応したもの。
- イタリアGPより、フロア前端部分への静止加重テストも強化され、1000mm未満の底板（スキッドブロック）の使用も禁止された。

## 参戦チーム・ドライバー

### 新規チームのエントリー
2010年から参戦可能台数が13チーム26台となったことや、予算制限案が設けられたこともあり、15ものチームが新たにエントリーを申請した。
- チーム US F1
- カンポス・メタ
- マノー・グランプリ
- チーム・ロータス
  - F3チームである「ライトスピード」が、F1エンジニアであるマイク・ガスコインと協力した[41]。1994年まで参戦していたチーム・ロータスとは直接の関係はない[42]。当初のエントリーリストに載ることはなかった。
- ブラバム・グランプリ
  - 2008年までF1に参戦していたスーパーアグリの資産を購入した、ドイツのツール設計・製造会社フォームテックがブラバムの名称でエントリー[43]。チーム代表はフランツ・ヒルマー[43]。ジャック・ブラバムの一族はこれに反対し、名誉を守るためフォームテックを告訴すると発表した[44]。
- マーチ
  - 現在マーチの名称権を保有するアンドリュー・フィットンがエントリーを提出[45]。
- Nテクノロジー
  - 当初発表のエントリーリストに掲載されず、補欠チーム扱いされたことやF1の将来の行方を考慮し、6月19日にエントリーを取り消した[46]。ただし、参戦できる環境が整ったさいには再エントリーするつもりであるとした[46]。
- チーム・スーパーファンド
  - 投資会社であるスーパーファンドが資金を提供し、アレクサンダー・ヴルツがチーム代表を務める[47]。
- ローラ
  - 当初発表されたエントリーリストには掲載されていなかったが、他チームが離脱したさいに参戦できる補欠チームとして残った[48]。しかし、6月17日に、F1エントリーを取り消したことを発表した[48]。
- エプシロン・ユースカディ
- iSport
- レイ・マロック・リミテッド (RML)
- プロドライブ
- ステファンGP
  - 新規エントリーチームの全てが公表された時には明らかになっていなかったチーム[49]。自動車、バイク、航空宇宙産業の部品を製造するセルビアのエンジニアリング企業であるAMCOがオーナーである[49]。2009年いっぱいでF1から撤退したトヨタF1(TMG)と技術サポート契約を結んだ[50]。
- myf1dream.com[51]
  - ファンが創設し、寄付で成り立っているとされるチーム。詳細は不明。

2008年の参戦を断念した経緯をもつプロドライブのほか、ローラ、エプシロン・ユースカディなど実績のあるチームが有力候補と目された。最終的にはUS F1、カンポス・メタ（HRT F1チームに改称)、マノー・グランプリ（ヴァージン・レーシングに改称）の3チームが選定された。
その後BMWザウバーの撤退にともない13番目のチームの再選考が行われ、エプシロン・ユースカディ、ザウバー、（チーム・ロータス改め）ロータスF1チームがエントリー。スーパーファンドは予算制限がなくなってしまったことや、アナウンスが時期的に遅すぎることなどによりエントリーを断念した。この3チームの中からロータスF1チームが選ばれた（その後ロータス・レーシングに改称）。さらに、トヨタの撤退によりザウバーの追加エントリーが認められた（登録上、2010年はBMWザウバー名義のままで参戦）。
しかし、US F1は当初予定していたスポンサーと決裂。運営資金が用意できなくなり、参戦前に活動が停止した。ステファンGPが代替参戦をアピールしたがFIAはこれを認めず、2011年に改めて残り1枠の選考を行うとした。

### 新車発表
当初は、経費削減のために全チームがバレンシアで合同新車発表会を開催する計画があった。しかし、それに反対するチームもあり、2009年までと同様に、各チームごとに新車発表会を開催することとなった。
| コンストラクター     | マシン  | 日程    | 場所                       |
| -------------------- | ------- | ------- | -------------------------- |
| メルセデス           | MGP W01 | 1月25日 | シュトゥットガルト, ドイツ |
| フェラーリ           | F10     | 1月28日 | マラネロ, イタリア         |
| マクラーレン         | MP4-25  | 1月29日 | ニューベリー, イギリス     |
| ルノー               | R30     | 1月31日 | バレンシア, スペイン       |
| ザウバー             | C29     | 1月31日 | バレンシア, スペイン       |
| トロ・ロッソ         | STR5    | 2月1日  | バレンシア, スペイン       |
| ウィリアムズ         | FW32    | 2月1日  | バレンシア, スペイン       |
| ヴァージン           | VR-01   | 2月3日  | （インターネット上で発表） |
| フォース・インディア | VJM03   | 2月9日  | （インターネット上で発表） |
| レッドブル           | RB6     | 2月10日 | ヘレス, スペイン           |
| ロータス             | T127    | 2月12日 | ロンドン,イギリス          |
| HRT                  | F110    | 3月4日  | ムルシア,スペイン          |

### エントリーリスト
エントラント・コンストラクター・ドライバーラインナップ・カーナンバーは2010年3月3日に発表されたエントリーリストをベースとしたもの。
| エントラント                                  | コンストラクター     | シャーシ | エンジン           | タイヤ | ドライバー | ドライバー                 | 出走記録    | テストドライバー リザーブドライバー                      |
| --------------------------------------------- | -------------------- | -------- | ------------------ | ------ | ---------- | -------------------------- | ----------- | -------------------------------------------------------- |
| ボーダフォン・マクラーレン・メルセデス        | マクラーレン         | MP4-25   | メルセデス FO108X  | B      | 1          | ジェンソン・バトン         | 全戦        | ゲイリー・パフェット                                     |
| ボーダフォン・マクラーレン・メルセデス        | マクラーレン         | MP4-25   | メルセデス FO108X  | B      | 2          | ルイス・ハミルトン         | 全戦        | ゲイリー・パフェット                                     |
| メルセデスGP・ペトロナス・フォーミュラ1チーム | メルセデス           | MGP W01  | メルセデス FO108X  | B      | 3          | ミハエル・シューマッハ     | 全戦        | TBA                                                      |
| メルセデスGP・ペトロナス・フォーミュラ1チーム | メルセデス           | MGP W01  | メルセデス FO108X  | B      | 4          | ニコ・ロズベルグ           | 全戦        | TBA                                                      |
| レッドブル・レーシング                        | レッドブル           | RB6      | ルノー RS27-2010   | B      | 5          | セバスチャン・ベッテル     | 全戦        | ダニエル・リチャルド ブレンドン・ハートレイ              |
| レッドブル・レーシング                        | レッドブル           | RB6      | ルノー RS27-2010   | B      | 6          | マーク・ウェバー           | 全戦        | ダニエル・リチャルド ブレンドン・ハートレイ              |
| スクーデリア・フェラーリ・マールボロ          | フェラーリ           | F10      | フェラーリ Tipo056 | B      | 7          | フェリペ・マッサ           | 全戦        | ジャンカルロ・フィジケラ ルカ・バドエル マルク・ジェネ   |
| スクーデリア・フェラーリ・マールボロ          | フェラーリ           | F10      | フェラーリ Tipo056 | B      | 8          | フェルナンド・アロンソ     | 全戦        | ジャンカルロ・フィジケラ ルカ・バドエル マルク・ジェネ   |
| AT&Tウィリアムズ                              | ウィリアムズ         | FW32     | コスワース CA2010  | B      | 9          | ルーベンス・バリチェロ     | 全戦        | バルテリ・ボッタス                                       |
| AT&Tウィリアムズ                              | ウィリアムズ         | FW32     | コスワース CA2010  | B      | 10         | ニコ・ヒュルケンベルグ     | 全戦        | バルテリ・ボッタス                                       |
| ルノーF1チーム                                | ルノー               | R30      | ルノー RS27-2010   | B      | 11         | ロバート・クビサ           | 全戦        | ホーピン・タン ヤン・チャロウズ ジェローム・ダンブロシオ |
| ルノーF1チーム                                | ルノー               | R30      | ルノー RS27-2010   | B      | 12         | ヴィタリー・ペトロフ       | 全戦        | ホーピン・タン ヤン・チャロウズ ジェローム・ダンブロシオ |
| フォース・インディア・F1チーム                | フォース・インディア | VJM03    | メルセデス FO108X  | B      | 14         | エイドリアン・スーティル   | 全戦        | ポール・ディ・レスタ                                     |
| フォース・インディア・F1チーム                | フォース・インディア | VJM03    | メルセデス FO108X  | B      | 15         | ヴィタントニオ・リウッツィ | 全戦        | ポール・ディ・レスタ                                     |
| スクーデリア・トロ・ロッソ                    | トロ・ロッソ         | STR5     | フェラーリ Tipo056 | B      | 16         | セバスチャン・ブエミ       | 全戦        | ダニエル・リチャルド ブレンドン・ハートレイ              |
| スクーデリア・トロ・ロッソ                    | トロ・ロッソ         | STR5     | フェラーリ Tipo056 | B      | 17         | ハイメ・アルグエルスアリ   | 全戦        | ダニエル・リチャルド ブレンドン・ハートレイ              |
| ロータス・レーシング                          | ロータス             | T127     | コスワース CA2010  | B      | 18         | ヤルノ・トゥルーリ         | 全戦        | ファイルーズ・ファウジー                                 |
| ロータス・レーシング                          | ロータス             | T127     | コスワース CA2010  | B      | 19         | ヘイキ・コバライネン       | 全戦        | ファイルーズ・ファウジー                                 |
| HRT F1チーム                                  | HRT                  | F110     | コスワース CA2010  | B      | 20         | カルン・チャンドック       | 1-10        | 山本左近 クリスチャン・クリエン                          |
| HRT F1チーム                                  | HRT                  | F110     | コスワース CA2010  | B      | 20         | 山本左近                   | 11-14,16-17 | 山本左近 クリスチャン・クリエン                          |
| HRT F1チーム                                  | HRT                  | F110     | コスワース CA2010  | B      | 20         | クリスチャン・クリエン     | 15          | 山本左近 クリスチャン・クリエン                          |
| HRT F1チーム                                  | HRT                  | F110     | コスワース CA2010  | B      | 21         | ブルーノ・セナ             | 1-9,11-17   | 山本左近 クリスチャン・クリエン                          |
| HRT F1チーム                                  | HRT                  | F110     | コスワース CA2010  | B      | 21         | 山本左近                   | 10          | 山本左近 クリスチャン・クリエン                          |
| BMWザウバーF1チーム                           | BMWザウバー          | C29      | フェラーリ Tipo056 | B      | 22         | ペドロ・デ・ラ・ロサ       | 1-14        | エステバン・グティエレス                                 |
| BMWザウバーF1チーム                           | BMWザウバー          | C29      | フェラーリ Tipo056 | B      | 22         | ニック・ハイドフェルド     | 15-19       | エステバン・グティエレス                                 |
| BMWザウバーF1チーム                           | BMWザウバー          | C29      | フェラーリ Tipo056 | B      | 23         | 小林可夢偉                 | 全戦        | エステバン・グティエレス                                 |
| ヴァージン・レーシング                        | ヴァージン           | VR-01    | コスワース CA2010  | B      | 24         | ティモ・グロック           | 全戦        | アンディ・ソウセック ルイス・ラジア                      |
| ヴァージン・レーシング                        | ヴァージン           | VR-01    | コスワース CA2010  | B      | 25         | ルーカス・ディ・グラッシ   | 全戦        | アンディ・ソウセック ルイス・ラジア                      |

- BMWザウバーは2009年限りでF1撤退を表明したが、最終的にチームは創始者であるペーター・ザウバーに売却することで合意したと発表した[20]。また、参戦が実現した場合のマシン名称が『C29』となることも発表された[126]。トヨタF1も2009年限りでF1撤退を表明しているが、同年7月に2012年までのF1参戦を義務付けたコンコルド協定にサインしているため、FIAではエントリーリスト発表に際し「リストには掲載していないが、トヨタは2010年もチームとして参戦する」と異例の注釈をつけていた[127]。その後、ザウバーがトヨタF1の参戦枠を引き継ぎ、コンコルド協定への署名を条件にエントリーを承認することが発表された[128]。
- メルセデス・グランプリについては当初、エントリーリスト上ではブラウンGPの名称のままとし、「2010年シーズンを前にメルセデス･グランプリへ名称を変更する」との注釈がついていた[127]。
- 2009年11月30日に発表されたエントリーリスト[127]ではカンポスが掲載されていたが、ホセ・ラモン・カラバンテがチームを買収した[129]ため、チーム名を「HRT F1チーム（ヒスパニア・レーシング・F1チーム）」に変更した[130]。
- 2009年11月30日に発表されたエントリーリスト[127]ではUSF1が掲載されていたが、2010年シーズンの参戦が不可能とのことで、参戦を取り消した。当初、カーナンバーは、USF1が22,23でザウバーが26,27を使用することになっていた。また、ステファンGPのエントリーは認められなかった。
- ニック・ハイドフェルドは第12戦までテストドライバーとして登録。その後ピレリのテストドライバー就任のために契約解除となった[131]。

#### ドライバー変更
- HRTのNo.20は、第11戦から第14戦と第16戦から最終戦まで山本がドライブ。
- HRTのNo.20は、第15戦のみクリエンがドライブ。
- HRTのNo.21は、第10戦のみ山本がドライブ。
- ザウバーのNo.22は、第15戦から最終戦までハイドフェルドがドライブ。

## 開催地
- 正式カレンダーは2009年12月11日に開催されたWMSC（世界モータースポーツ評議会）において決定された。[132]。
  - 暫定カレンダーは2009年8月30日および9月21日にFIAから発表され、10月9日および10月21日に若干の変更があった。8月30日に発表されたカレンダーには韓国GPは載っていなかったが、9月21日発表のものでは掲載され、初開催となる。
  - 12月11日の正式発表により、最終戦はブラジルGPからアブダビGPに変更された。また、日本GPは10月10日、ブラジルGPは11月7日（ブラジル大統領選挙との衝突を避けるため）にそれぞれ変更された。イギリスGPは、当初ドニントンパーク・サーキットでの開催予定だったが、定められた期限（2009年10月26日）までにサーキットの運営会社はコース改修に必要な費用を調達できなかったため、新たにシルバーストーン・サーキット側と17年契約を結んだ。また、カナダGPは2010年から5年、ドイツGPは2018年までホッケンハイムリンクとニュルブルクリンクの交互開催によりそれぞれ契約締結している。オーストラリアGPは、ヨーロッパでのテレビ視聴率の考慮して17時スタートのトワイライトレースとなる。

| Round | レース名称                              | GP名             | 開催サーキット                             | 都市                 | 決勝開催日 | 決勝スタート時刻 | 決勝スタート時刻 | 周回数 |
| Round | レース名称                              | GP名             | 開催サーキット                             | 都市                 | 決勝開催日 | 現地時間         | 協定世界時       | 周回数 |
| ----- | --------------------------------------- | ---------------- | ------------------------------------------ | -------------------- | ---------- | ---------------- | ---------------- | ------ |
| 1     | Gulf Air Bahrain Grand Prix             | バーレーンGP     | バーレーン・インターナショナル・サーキット | サヒール             | 3月14日    | 14:00            | 12:00            | 49     |
| 2     | Qantas Australian Grand Prix            | オーストラリアGP | アルバート・パーク・サーキット             | メルボルン           | 3月28日    | 17:00            | 06:00            | 58     |
| 3     | Petronas Malaysian Grand Prix           | マレーシアGP     | セパン・インターナショナル・サーキット     | セパン               | 4月4日     | 16:00            | 08:00            | 56     |
| 4     | Chinese Grand Prix                      | 中国GP           | 上海インターナショナルサーキット           | 上海                 | 4月18日    | 14:00            | 06:00            | 56     |
| 5     | Gran Premio de España Telefónica        | スペインGP       | カタロニア・サーキット                     | バルセロナ           | 5月9日     | 14:00            | 12:00            | 66     |
| 6     | Grand Prix de Monaco                    | モナコGP         | モンテカルロ市街地コース                   | モンテカルロ         | 5月16日    | 14:00            | 12:00            | 78     |
| 7     | Turkish Grand Prix                      | トルコGP         | イスタンブール・パーク                     | イスタンブール       | 5月30日    | 14:00            | 11:00            | 58     |
| 8     | Grand Prix du Canada                    | カナダGP         | ジル・ヴィルヌーヴ・サーキット             | モントリオール       | 6月13日    | 12:00            | 16:00            | 70     |
| 9     | Telefónica Grand Prix of Europe         | ヨーロッパGP     | バレンシア市街地コース                     | バレンシア           | 6月27日    | 14:00            | 12:00            | 57     |
| 10    | Santander British Grand Prix            | イギリスGP       | シルバーストーン・サーキット               | ノーサンプトンシャー | 7月11日    | 13:00            | 12:00            | 60     |
| 11    | Grosser Preis Santander von Deutschland | ドイツGP         | ホッケンハイムリンク                       | ホッケンハイム       | 7月25日    | 14:00            | 12:00            | 67     |
| 12    | Eni Magyar Nagydíj                      | ハンガリーGP     | ハンガロリンク                             | ブダペスト           | 8月1日     | 14:00            | 12:00            | 70     |
| 13    | Belgian Grand Prix                      | ベルギーGP       | スパ・フランコルシャン                     | スパ                 | 8月29日    | 14:00            | 12:00            | 44     |
| 14    | Gran Premio Santander d'Italia          | イタリアGP       | モンツァ・サーキット                       | モンツァ             | 9月12日    | 14:00            | 12:00            | 53     |
| 15    | SingTel Singapore Grand Prix            | シンガポールGP   | シンガポール市街地コース                   | シンガポール         | 9月26日    | 20:00            | 12:00            | 61     |
| 16    | Japanese Grand Prix                     | 日本GP           | 鈴鹿サーキット                             | 鈴鹿                 | 10月10日   | 15:00            | 06:00            | 53     |
| 17    | Korean Grand Prix                       | 韓国GP           | 韓国インターナショナルサーキット           | 霊岩郡               | 10月24日   | 14:00            | 05:00            | 55     |
| 18    | Grande Prêmio Petrobras do Brasil       | ブラジルGP       | インテルラゴス・サーキット                 | サンパウロ           | 11月7日    | 14:00            | 16:00            | 71     |
| 19    | Etihad Airways Abu Dhabi Grand Prix     | アブダビGP       | ヤス・マリーナ・サーキット                 | アブダビ             | 11月14日   | 17:00            | 13:00            | 55     |

## シーズン結果

### レース
| Rd. | GP名                     | ポールポジション       | ファステストラップ     | 勝者                   | コンストラクター        | 詳細 |
| --- | ------------------------ | ---------------------- | ---------------------- | ---------------------- | ----------------------- | ---- |
| 1   | バーレーングランプリ     | セバスチャン・ベッテル | フェルナンド・アロンソ | フェルナンド・アロンソ | フェラーリ              | 詳細 |
| 2   | オーストラリアグランプリ | セバスチャン・ベッテル | マーク・ウェバー       | ジェンソン・バトン     | マクラーレン-メルセデス | 詳細 |
| 3   | マレーシアグランプリ     | マーク・ウェバー       | マーク・ウェバー       | セバスチャン・ベッテル | レッドブル-ルノー       | 詳細 |
| 4   | 中国グランプリ           | セバスチャン・ベッテル | ルイス・ハミルトン     | ジェンソン・バトン     | マクラーレン-メルセデス | 詳細 |
| 5   | スペイングランプリ       | マーク・ウェバー       | ルイス・ハミルトン     | マーク・ウェバー       | レッドブル-ルノー       | 詳細 |
| 6   | モナコグランプリ         | マーク・ウェバー       | セバスチャン・ベッテル | マーク・ウェバー       | レッドブル-ルノー       | 詳細 |
| 7   | トルコグランプリ         | マーク・ウェバー       | ヴィタリー・ペトロフ   | ルイス・ハミルトン     | マクラーレン-メルセデス | 詳細 |
| 8   | カナダグランプリ         | ルイス・ハミルトン     | ロバート・クビサ       | ルイス・ハミルトン     | マクラーレン-メルセデス | 詳細 |
| 9   | ヨーロッパグランプリ     | セバスチャン・ベッテル | ジェンソン・バトン     | セバスチャン・ベッテル | レッドブル-ルノー       | 詳細 |
| 10  | イギリスグランプリ       | セバスチャン・ベッテル | フェルナンド・アロンソ | マーク・ウェバー       | レッドブル-ルノー       | 詳細 |
| 11  | ドイツグランプリ         | セバスチャン・ベッテル | セバスチャン・ベッテル | フェルナンド・アロンソ | フェラーリ              | 詳細 |
| 12  | ハンガリーグランプリ     | セバスチャン・ベッテル | セバスチャン・ベッテル | マーク・ウェバー       | レッドブル-ルノー       | 詳細 |
| 13  | ベルギーグランプリ       | マーク・ウェバー       | ルイス・ハミルトン     | ルイス・ハミルトン     | マクラーレン-メルセデス | 詳細 |
| 14  | イタリアグランプリ       | フェルナンド・アロンソ | フェルナンド・アロンソ | フェルナンド・アロンソ | フェラーリ              | 詳細 |
| 15  | シンガポールグランプリ   | フェルナンド・アロンソ | フェルナンド・アロンソ | フェルナンド・アロンソ | フェラーリ              | 詳細 |
| 16  | 日本グランプリ           | セバスチャン・ベッテル | マーク・ウェバー       | セバスチャン・ベッテル | レッドブル-ルノー       | 詳細 |
| 17  | 韓国グランプリ           | セバスチャン・ベッテル | フェルナンド・アロンソ | フェルナンド・アロンソ | フェラーリ              | 詳細 |
| 18  | ブラジルグランプリ       | ニコ・ヒュルケンベルグ | ルイス・ハミルトン     | セバスチャン・ベッテル | レッドブル-ルノー       | 詳細 |
| 19  | アブダビグランプリ       | セバスチャン・ベッテル | ルイス・ハミルトン     | セバスチャン・ベッテル | レッドブル-ルノー       | 詳細 |

### ドライバーズ・ワールド・チャンピオンシップ（選手部門）
(key)  
| 順位 | ドライバー                 | BHR | AUS | MAL | CHN | ESP | MON | TUR | CAN | EUR | GBR | GER | HUN | BEL | ITA | SIN | JPN | KOR | BRA | ABU | ポイント |
| ---- | -------------------------- | --- | --- | --- | --- | --- | --- | --- | --- | --- | --- | --- | --- | --- | --- | --- | --- | --- | --- | --- | -------- |
| 1    | セバスチャン・ベッテル     | 4   | Ret | 1   | 6   | 3   | 2   | Ret | 4   | 1   | 7   | 3   | 3   | 15  | 4   | 2   | 1   | Ret | 1   | 1   | 256      |
| 2    | フェルナンド・アロンソ     | 1   | 4   | 13  | 4   | 2   | 6   | 8   | 3   | 8   | 14  | 1   | 2   | Ret | 1   | 1   | 3   | 1   | 3   | 7   | 252      |
| 3    | マーク・ウェバー           | 8   | 9   | 2   | 8   | 1   | 1   | 3   | 5   | Ret | 1   | 6   | 1   | 2   | 6   | 3   | 2   | Ret | 2   | 8   | 242      |
| 4    | ルイス・ハミルトン         | 3   | 6   | 6   | 2   | 14  | 5   | 1   | 1   | 2   | 2   | 4   | Ret | 1   | Ret | Ret | 5   | 2   | 4   | 2   | 240      |
| 5    | ジェンソン・バトン         | 7   | 1   | 8   | 1   | 5   | Ret | 2   | 2   | 3   | 4   | 5   | 8   | Ret | 2   | 4   | 4   | 12  | 5   | 3   | 214      |
| 6    | フェリペ・マッサ           | 2   | 3   | 7   | 9   | 6   | 4   | 7   | 15  | 11  | 15  | 2   | 4   | 4   | 3   | 8   | Ret | 3   | 15  | 10  | 144      |
| 7    | ニコ・ロズベルグ           | 5   | 5   | 3   | 3   | 13  | 7   | 5   | 6   | 10  | 3   | 8   | Ret | 6   | 5   | 5   | Ret | Ret | 6   | 4   | 142      |
| 8    | ロバート・クビサ           | 11  | 2   | 4   | 5   | 8   | 3   | 6   | 7   | 5   | Ret | 7   | Ret | 3   | 8   | 7   | Ret | 5   | 9   | 5   | 136      |
| 9    | ミハエル・シューマッハ     | 6   | 10  | Ret | 10  | 4   | 12  | 4   | 11  | 16  | 9   | 9   | 11  | 7   | 9   | 13  | 6   | 4   | 7   | Ret | 72       |
| 10   | ルーベンス・バリチェロ     | 10  | 8   | 12  | 12  | 9   | Ret | 14  | 14  | 4   | 5   | 12  | 10  | Ret | 10  | 6   | 9   | 7   | 14  | 12  | 47       |
| 11   | エイドリアン・スーティル   | 12  | Ret | 5   | 11  | 7   | 8   | 9   | 10  | 6   | 8   | 17  | Ret | 5   | 16  | 9   | Ret | Ret | 12  | 13  | 47       |
| 12   | 小林可夢偉                 | Ret | Ret | Ret | Ret | 12  | Ret | 10  | Ret | 7   | 6   | 11  | 9   | 8   | Ret | Ret | 7   | 8   | 10  | 14  | 32       |
| 13   | ヴィタリー・ペトロフ       | Ret | Ret | Ret | 7   | 11  | 13  | 15  | 17  | 14  | 13  | 10  | 5   | 9   | 13  | 11  | Ret | Ret | 16  | 6   | 27       |
| 14   | ニコ・ヒュルケンベルグ     | 14  | Ret | 10  | 15  | 16  | Ret | 17  | Ret | 13  | 10  | 13  | 6   | 14  | 7   | 10  | Ret | 10  | 8   | 16  | 22       |
| 15   | ヴィタントニオ・リウッツィ | 9   | 7   | Ret | Ret | 15  | 9   | 13  | 9   | 16  | 11  | 16  | 13  | 10  | 12  | Ret | Ret | 6   | Ret | Ret | 21       |
| 16   | セバスチャン・ブエミ       | 16  | Ret | 11  | Ret | Ret | 10  | 16  | 8   | 9   | 12  | Ret | 12  | 12  | 11  | 14  | 10  | Ret | 13  | 15  | 8        |
| 17   | ペドロ・デ・ラ・ロサ       | Ret | 12  | DNS | Ret | Ret | Ret | 11  | Ret | 12  | Ret | 14  | 7   | 14  | 11  |     |     |     |     |     | 6        |
| 18   | ニック・ハイドフェルド     |     |     |     |     |     |     |     |     |     |     |     |     |     |     | Ret | 8   | 9   | 17  | 11  | 6        |
| 19   | ハイメ・アルグエルスアリ   | 13  | 11  | 9   | 13  | 10  | 11  | 12  | 12  | 13  | Ret | 15  | Ret | 13  | 15  | 12  | 11  | 11  | 11  | 9   | 5        |
| 20   | ヘイキ・コバライネン       | 15  | 13  | NC  | 14  | DNS | Ret | Ret | 16  | Ret | 17  | Ret | 14  | 16  | 18  | Ret | 12  | 13  | 18  | 17  | 0        |
| 21   | ヤルノ・トゥルーリ         | 17  | DNS | 17  | Ret | 17  | 15  | Ret | Ret | 21  | 16  | Ret | 15  | 19  | Ret | Ret | 13  | Ret | 19  | Ret | 0        |
| 22   | カルン・チャンドック       | Ret | 14  | 15  | 17  | Ret | 14  | 20  | 18  | 18  | 19  |     |     |     |     |     |     |     |     |     | 0        |
| 23   | ブルーノ・セナ             | Ret | Ret | 16  | 16  | Ret | Ret | Ret | Ret | 20  |     | 19  | 17  | Ret | Ret | Ret | 15  | 14  | 21  | 19  | 0        |
| 24   | ルーカス・ディ・グラッシ   | Ret | Ret | 14  | Ret | 19  | Ret | 19  | 19  | 17  | Ret | Ret | 18  | 17  | 20  | 15  | DNS | Ret | Ret | 18  | 0        |
| 25   | ティモ・グロック           | Ret | Ret | Ret | DNS | 18  | Ret | 18  | Ret | 19  | 18  | 18  | 16  | 18  | 17  | Ret | 14  | Ret | 20  | Ret | 0        |
| 26   | 山本左近                   |     |     |     |     |     |     |     |     |     | 20  | Ret | 19  | 20  | 19  |     | 16  | 15  |     |     | 0        |
| 27   | クリスチャン・クリエン     |     |     |     |     |     |     |     |     |     |     |     |     |     |     | Ret |     |     | 22  | 20  | 0        |
| 順位 | ドライバー                 | BHR | AUS | MAL | CHN | ESP | MON | TUR | CAN | EUR | GBR | GER | HUN | BEL | ITA | SIN | JPN | KOR | BRA | ABU | ポイント |

- 太字はポールポジション、斜字はファステストラップ、DNSは決勝不出走。

### コンストラクターズ・ワールド・チャンピオンシップ（製造者部門）
| 順位 | コンストラクター                 | 車番 | BHR | AUS | MAL | CHN | ESP | MON | TUR | CAN | EUR | GBR | GER | HUN | BEL | ITA | SIN | JPN | KOR | BRA | ABU | ポイント |
| ---- | -------------------------------- | ---- | --- | --- | --- | --- | --- | --- | --- | --- | --- | --- | --- | --- | --- | --- | --- | --- | --- | --- | --- | -------- |
| 1    | レッドブル-ルノー                | 5    | 4   | Ret | 1   | 6   | 3   | 2   | Ret | 4   | 1   | 7   | 3   | 3   | 15  | 4   | 2   | 1   | Ret | 1   | 1   | 498      |
| 1    | レッドブル-ルノー                | 6    | 8   | 9   | 2   | 8   | 1   | 1   | 3   | 5   | Ret | 1   | 6   | 1   | 2   | 6   | 3   | 2   | Ret | 2   | 8   | 498      |
| 2    | マクラーレン-メルセデス          | 1    | 7   | 1   | 8   | 1   | 5   | Ret | 2   | 2   | 3   | 4   | 5   | 8   | Ret | 2   | 4   | 4   | 12  | 5   | 3   | 454      |
| 2    | マクラーレン-メルセデス          | 2    | 3   | 6   | 6   | 2   | 14† | 5   | 1   | 1   | 2   | 2   | 4   | Ret | 1   | Ret | Ret | 5   | 2   | 4   | 2   | 454      |
| 3    | フェラーリ                       | 7    | 2   | 3   | 7   | 9   | 6   | 4   | 7   | 15  | 11  | 15  | 2   | 4   | 4   | 3   | 8   | Ret | 3   | 15  | 10  | 396      |
| 3    | フェラーリ                       | 8    | 1   | 4   | 13† | 4   | 2   | 6   | 8   | 3   | 8   | 14  | 1   | 2   | Ret | 1   | 1   | 3   | 1   | 3   | 7   | 396      |
| 4    | メルセデス                       | 3    | 6   | 10  | Ret | 10  | 4   | 12  | 4   | 11  | 15  | 9   | 9   | 11  | 7   | 9   | 13  | 6   | 4   | 7   | Ret | 214      |
| 4    | メルセデス                       | 4    | 5   | 5   | 3   | 3   | 13  | 7   | 5   | 6   | 10  | 3   | 8   | Ret | 6   | 5   | 5   | 17† | Ret | 6   | 4   | 214      |
| 5    | ルノー                           | 11   | 11  | 2   | 4   | 5   | 8   | 3   | 6   | 7   | 5   | Ret | 7   | Ret | 3   | 8   | 7   | Ret | 5   | 9   | 5   | 163      |
| 5    | ルノー                           | 12   | Ret | Ret | Ret | 7   | 11  | 13† | 15  | 17  | 14  | 13  | 10  | 5   | 9   | 13  | 11  | Ret | Ret | 16  | 6   | 163      |
| 6    | ウィリアムズ-コスワース          | 9    | 10  | 8   | 12  | 12  | 9   | Ret | 14  | 14  | 4   | 5   | 12  | 10  | Ret | 10  | 6   | 9   | 7   | 14  | 12  | 69       |
| 6    | ウィリアムズ-コスワース          | 10   | 14  | Ret | 10  | 15  | 16  | Ret | 17  | 13  | Ret | 10  | 13  | 6   | 14  | 7   | 10  | Ret | 10  | 8   | 16  | 69       |
| 7    | フォース・インディア- メルセデス | 14   | 12  | Ret | 5   | 11  | 7   | 8   | 9   | 10  | 6   | 8   | 17  | Ret | 5   | 16  | 9   | Ret | Ret | 12  | 13  | 68       |
| 7    | フォース・インディア- メルセデス | 15   | 9   | 7   | Ret | Ret | 15† | 9   | 13  | 9   | 16  | 11  | 16  | 13  | 10  | 12  | Ret | Ret | 6   | Ret | Ret | 68       |
| 8    | ザウバー-フェラーリ              | 22   | Ret | 12  | DNS | Ret | Ret | Ret | 11  | Ret | 12  | Ret | 14  | 7   | 11  | 14  | Ret | 8   | 9   | 17  | 11  | 44       |
| 8    | ザウバー-フェラーリ              | 23   | Ret | Ret | Ret | Ret | 12  | Ret | 10  | Ret | 7   | 6   | 11  | 9   | 8   | Ret | Ret | 7   | 8   | 10  | 14  | 44       |
| 9    | トロ・ロッソ-フェラーリ          | 16   | 16† | Ret | 11  | Ret | Ret | 10  | 16  | 8   | 9   | 12  | Ret | 12  | 12  | 11  | 14  | 10  | Ret | 13  | 15  | 13       |
| 9    | トロ・ロッソ-フェラーリ          | 17   | 13  | 11  | 9   | 13  | 10  | 11  | 12  | 12  | 13  | Ret | 15  | Ret | 13  | 15  | 12  | 11  | 11  | 11  | 9   | 13       |
| 10   | ロータス-コスワース              | 18   | 17† | DNS | 17  | Ret | 17  | 15† | Ret | Ret | 21  | 16  | Ret | 15  | 19  | Ret | Ret | 13  | Ret | 19  | 21† | 0        |
| 10   | ロータス-コスワース              | 19   | 15  | 13  | NC  | 14  | DNS | Ret | Ret | 16  | Ret | 17  | Ret | 14  | 16  | 18  | 16† | 12  | 13  | 18  | 17  | 0        |
| 11   | HRT F1-コスワース                | 20   | Ret | 14  | 15  | 17  | Ret | 14† | 20† | 18  | 18  | 19  | Ret | 19  | 20  | 19  | Ret | 16  | 15  | 22  | 20  | 0        |
| 11   | HRT F1-コスワース                | 21   | Ret | Ret | 16  | 16  | Ret | Ret | Ret | Ret | 20  | 20  | 19  | 17  | Ret | Ret | Ret | 15  | 14  | 21  | 19  | 0        |
| 12   | ヴァージン-コスワース            | 24   | Ret | Ret | Ret | DNS | 18  | Ret | 18  | Ret | 19  | 18  | 18  | 16  | 18  | 17  | Ret | 14  | Ret | 20  | Ret | 0        |
| 12   | ヴァージン-コスワース            | 25   | Ret | Ret | 14  | Ret | 19  | Ret | 19  | 19  | 17  | Ret | Ret | 18  | 17  | 20  | 15  | DNS | Ret | NC  | 18  | 0        |
| 順位 | コンストラクター                 | 車番 | BHR | AUS | MAL | CHN | ESP | MON | TUR | CAN | EUR | GBR | GER | HUN | BEL | ITA | SIN | JPN | KOR | BRA | ABU | ポイント |

† リタイアしたがレース距離の90％以上を走行していたため完走扱い。